# Sychevsky (huyện)
Huyện Sychevsky (tiếng Nga: ? райо́н) là một huyện hành chính tự quản (raion), của Tỉnh Smolensk, Nga. Huyện có diện tích 1789 km², dân số thời điểm ngày 1 tháng 1 năm 2000 là 16200 người. Trung tâm của huyện đóng ở Sychevka.